# اس-۲۰۰ آنگارا/وگا/دوبنا

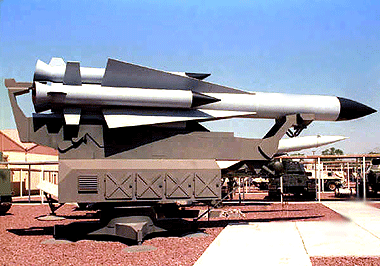
موشک اس ۲۰۰

سامانه اس ۲۰۰ آنگارا/وگا/دوبنا (به روسی: Ангара\Вега\Дубна) یک سیستم موشکی سام است که ناتو آن را تحت عنوان سا-۵ گامون (در ابتدا تالین) نام‌گذاری کرده‌است. این سامانه یک سامانه موشکی سطح‌به‌هوا با برد بسیار بلند و ارتفاع متوسط به بالا است که در دهه ۱۹۶۰ میلادی برای دفاع و حفاظت از مناطق وسیع از حملات بمب‌افکن‌ها و سایر هواپیماهای استراتژیک طراحی شده‌است. هر گردان عملیاتی این سامانه از ۶ واحد (ریل) پرتاب‌گر (لانچر) منفرد با موشک‌هایی به طول ۱۰٫۷۲ متر و رادار کنترل آتش تشکیل شده‌است که توانایی ارتباط (لینک شدن) با سایر رادارهای دوربرد را داراست. همچنین از رادار «p-14 آبارونا» با طول موج در رده متر که برد آن در برابر اهداف کوچک ۳۶۰ و برد نهایی آن ۶۰۰ کیلومتر است، استفاده می‌شود.
آنتن این رادار ۱۱ متر ارتفاع و ۳۲ متر پهنا دارد. در برخی نمونه‌ها از رادارهای دیگری نیز مانند رادار «P-35 بارلاک» با برد ۲۰۰ تا ۳۵۰ کیلومتر به عنوان سامانه کمکی استفاده شده‌است.
سامانه S-200 به دلیل قابلیت‌های موشک خود نظیر برد و سقف پرواز بسیار بالا، سرعت چشم‌گیر که بالغ بر ۲۵۰۰ متر بر ثانیه در مدل‌های آخر موشک است عملاً به عنوان یک سامانه راهبردی تلقی می‌شود به‌خصوص توانایی آن برای درگیری با موشک‌های بالستیک نیز مورد توجه کارشناسان نظامی است. این سامانه توانایی درگیری با اهدافی با بیشینه سرعت ۱۱۰۰ متر بر ثانیه را دارد که شامل سریع‌ترین هواپیماهای نظامی فعلی و آینده نزدیک است. 

## موشک‌ها
موشک این سامانه دارای یک پیش‌ران اصلی و چهار بوستر (پیش‌ران کمکی) سوخت جامد است. این پیش‌رانه‌های کمکی که حدود ۴٫۹ متر طول و ۴۸ سانتی‌متر عرض دارند، بین ۳ تا ۵٫۱ ثانیه کار کرده و سپس جدا می‌شوند. پیشران اصلی موشک نیز با توجه به برنامه‌ریزی مورد نظر متناسب با شرایط پروازی هدف بین ۵۱ تا ۱۵۰ ثانیه کار می‌کند و موشک را به برد مفیدی بین ۱۵۰ تا ۳۰۰ کیلومتر می‌رساند. موشک‌های این سامانه بین ۱۰٫۶ تا ۱۰٫۸ متر طول، ۰٫۸۶ متر قطر و ۷۱۰۰ تا ۸۰۰۰ کیلوگرم جرم دارند. برای کمینه برد قابل درگیری با هدف در منابع اعداد مختلفی شامل ۷، ۱۷ و ۶۰ کیلومتر و برای کمینه ارتفاع هدف قابل درگیری نیز ارتفاع ۳۰۰ متر ذکر شده‌است. سرجنگی ۲۱۵ یا ۲۱۷ کیلوگرمی آن نیز از نوع انفجاری ـ ترکشی بوده و دارای ۱۶۰۰۰ ترکش ۲ گرمی یا ۲۱۰۰۰ ترکش ۳٫۵ است و شعاع مرگبار این کلاهک جنگی سنگین‌وزن که با فیوز مجاورتی یا دستوری منفجر می‌شود بیش از ۲۰ متر تخمین زده شده‌است. بنابراین اگر هواپیمای هدف در مراحل نهایی مانور بدهد باید راهی برای دور شدن از موشک به میزان بیش از ۲۰ متر پیدا کند در حالی که قدرت مانور و سطح فناوری هدایت در نمونه‌های نهایی اس-۲۰۰ نیز بهبود پیدا کرده‌است؛ نحوه هدایت این موشک در فاز ابتدایی دستوری رادیویی، در فاز میانی اینرسی و در فاز نهایی و رسیدن به هدف از نوع راداری نیمه‌فعال است. در برخی نمونه‌ها نیز از سامانه‌های آشیانه‌یابی راداری و اختلالات الکترونیکی صحبت به میان آمده‌است.
موشک‌های این سامانه در صورت شلیک به بردهای کمتر از ۸۰ کیلومتر مستقیماً به سمت هدف حرکت کرده و در صورت شلیک به بردهای بیش از آن ابتدا با زاویه بیش از ۴۵ درجه اقدام به اوجگیری به ارتفاع بالا (متناسب با درگیری با هدف مورد نظر) می‌کند تا از پرواز در ارتفاعات پائین و نیروی مقاوم بیشتر هوا در این ارتفاعات پرهیز کنند.
بهسازی S-200 در ایران به‌طور کلی شامل اصلاحات در بخش‌های پردازش، فرستنده، گیرنده، جنگ الکترونیک و تحرک‌پذیری سامانه بوده‌است. یکی از فعالیت‌های به انجام رسیده برای بهسازی سامانه S-200، تعویض تمامی اجزای آنالوگ آن با تجهیزات دیجیتال است.
اما دربارهٔ بهسازی S-200 باید گفت رادار پی-۱۴ توسط کشور سازنده که در اینترنت منتشر شده نشان دهنده استفاده از قطعات دارای فناوری حالت جامد (Solid State) است که باعث بهبود ویژگی‌های فنی و عملیاتی رادار شده‌است از جمله توانایی مقابله بهتر با جمینگ‌های فعال، اخلال‌های پالسی غیرهمزمان و بازتاب‌های نامطلوب پس زمینه مانند نقاط شهری و ارتفاعات و عوارض طبیعی، توانایی بسیار بهتر در پردازش داده‌ها، تبادل اطلاعات به‌طور خودکار با سایر سامانه‌های دفاع هوایی، ترکیب و تشخیص داده‌های دریافتی از چندین رادار و سایر منابع اطلاعاتی. برای این منظور تجهیزات ضد فریب و اخلال دیجیتال، برای مقابله با اخلال‌های غیرفعال و غیرهمزمان، تجهیزات خودکار کسب اطلاعات راداری و مجموعه جمع‌آوری داده‌ها مورد بهسازی قرار گرفته‌اند. تجهیزات ضداخلال و فریب مبتنی بر سلول‌های عملیاتی تفکیک‌پذیر در یک واحد قابل تعویض با یکدیگر ترکیب می‌شوند. بدین ترتیب محافظت الکترونیکی همزمان از رادار در مقابل اخلالهای غیرفعال و غیرهمزمان را در مناطق مربوطه بدون از دست دادن کیفیت و کارائی رادار در کل منطقه تحت پوشش ضمانت می‌کند. همچنین تجهیزات کسب و جمع‌آوری داده در کامیون تجهیزات رادار نصب شده و محدودیت فاصله پست‌های فرماندهی و کنترل تا رادار برداشته شده‌است.
همچنین اطلاعات بیش از ۱۲۰ هدف توسط این رادار به‌طور همزمان قابل پردازش است. سامانه اخلالگر پلنا که تخصص آن عملکرد علیه رادارهای هوابرد و هواپیماهای جمع‌آوری الکترونیک است با ایجاد اخلال مؤثر در سامانه‌های دشمن، تا محدود ۲۵۰ کیلومتری رادارهای خودی را محافظت کرده و تا فاصله ۸۰ کیلومتری امکان هدفیابی برای رادارهای هوایی دشمن را از بین می‌برد، به این معنی که دشمن باید حداقل ۸۰ کیلومتر به سمت مواضعی که تحت پوشش پلنا هستند نزدیک شود که در این صورت به شدت در معرض آسیب از سوی پدافند خودی قرار می‌گیرد. احتمال عملکرد موفق نمونه‌های اولیه این سامانه در حالت کمینه ۸۰ درصد بوده‌است.
مشخصات سیستم پدافند موشکی S- 200
نوع: سام / سطح به هوا
کشور سازنده: شوروی
سال ورود به خدمت: ۱۹۶۷ تا به حال
شرکت سازنده: Almaz/Antei Concern of Air Defenc / Petr Grushin design bureau
نمونه‌ها: S-200, S-200V (S-200VE), S-200D (S-200DE), S-200A
وزن: ۷٫۱ تن
طول: ۱۰٫۸ متر
کلاهک: متلاشی شونده با قدرت انفجاری بالا به وزن ۲۱۷ کیلوگرم
برد عملیاتی: ۳۰۰ کیلومتر
سقف پروازی: ۴۰ کیلومتر
سرعت: ۲۵۰۰ متر بر ثانیه معادل ۷٫۵ ماخ!
در ایران:
از دیگر بهسازی بومی که برای اجرا روی سامانه دوربرد S-200 در آینده مطرح شده‌است؛ استفاده از موشک‌های دیگر در این سامانه است تا امکان درگیری با اهداف در بردهای متوسط و سقف پرواز پایین نیز با S-200 ممکن شود. این امر با توجه به اینکه رادارهای این سامانه بردهای متوسط را نیز تحت پوشش قرار می‌دهند می‌تواند S-200 را به عنوان سامانه میانبرد نیز کارامد ساخته و برای دفاع از S-200 که اساساً خود نیز هدفی برای دشمن تلقی می‌شود، بسیار مفید خواهد بود.
توانایی موشک‌های سامانه S-200 در تهدید هواپیماهای جنگ الکترونیک و رادارهای هوابرد است. به گفته منابع خارجی نمونه‌های آخر این سامانه توانایی ردیابی اختلالات راداری و امواج ساطع شده از رادارهای هوابرد را دارند. این ویژگی به معنی توانایی درگیری با این نوع اهداف بوده که عمدتاً در فواصل دور نسبت به مناطق درگیری مستقر می‌شوند. در اینجا برد چشمگیر موشک‌های این سامانه وارد معادلات شده و آن را به سلاحی تهدیدآمیز علیه این نوع هواگردها تبدیل کرده و S-200 را به‌طور ویژه به سامانه‌ای ضد رادارهای پرنده یا CIRS تبدیل می‌کند.
با توجه به این که سامانه‌های موشکی قبل از انقلاب، تکنولوژی مطلوبی در صنعت دفاعی کشور وجود نداشت پس از انقلاب تاکتیکی کردن سامانه‌های موشکی در دستور کار قرار گرفت که موفقیت‌هایی بسیاری را به دنبال داشت.

## پیشینه
اولین هنگ عملیاتی این سامانه در اواخر سال ۱۹۶۶ متشکل از ۱۸ سایت و ۳۴۲ لانچر تشکیل شد. در سال ۱۹۶۶، سامانه اس-۲۰۰ به منظور جایگزین شدن پروژه شکست خورده موشک‌های ضدبالستیک دال آرزد-۲۵/۵وی۱۱ به‌طور رسمی به خدمت پذیرفته شد. دال عنوانی بود که توسط ناتو به سامانه اس ای-۵ گریفون قبل از لغو آن اختصاص داده شده بود. در سال ۱۹۶۸ تعداد ۴۰ سایت و در سال ۱۹۶۹ تعداد ۶۰ سایت از این سامانه وجود داشتند. رشد تعداد اس-۲۰۰ به تدریج در دهه ۷۰ و اوایل دهه ۸۰ میلادی ادامه پیدا کرد و در سال ۱۹۸۵ تعداد آن به اوج خود رسید، تا این سال ۱۳۰ سایت و ۱۹۵۰ لانچر از این سامانه ساخته شده و در حال خدمت بودند. در فوریه سال ۲۰۱۸ یک جنگنده f16 متعلق به نیروی هوایی ارتش اسرائیل توسط موشک پدافندی سوریه سرنگون شد که دو خلبان با موفقیت ایجکت کردند و هر دو خلبان زنده مانند.